# Johannes Boese
Johannes Boese, także Johannes Böse (ur. 27 grudnia 1856 w Ostrogu, zm. 20 kwietnia 1917 w Berlinie) – niemiecki rzeźbiarz i profesor.
Johannes Boese tworzył w tradycji szkoły Christiana Daniela Raucha i był uważany za przedstawiciela umiarkowanego naturalizmu. Dzieło, które w roku 1888 przyniosło mu uznanie, to pomnik ku czci poległych żołnierzy o nazwie „Chorąży“ na Nowym Cmentarzu Garnizonowym w Neukölln, dzisiejszej dzielnicy Berlina. Pomnik ten jest dzisiaj uważany za największe dzieło artysty. Rozgłos przyniosła mu też grupa skulptur przeznaczonych dla berlińskiej Alei Zwycięstwa. Oprócz działalności artystycznej był Boese także członkiem licznych organizacji. Jako profesor wykładał na Akademii Sztuki w Berlinie.

## Życiorys
Johannes Boese w młodych latach pobierał lekcje w rzeźbieniu w drewnie. Jako wykształcony już rzeźbiarz uczęszczał on przez pewien czas do szkoły zawodowej w Gliwicach na Górnym Śląsku. W roku 1877 wstąpił Boese do berlińskiej Akademii Sztuki, gdzie pod okiem Alberta Wolffa i Fritza Schapera studiował do roku 1883. Johannes Boese był prymusem w klasie Alberta Wolffa, jednego z przewodnich przedstawicieli szkoły Raucha w berlińskiej Szkole Rzeźby.
Według Uty Lehnert, autorki książek poświęconych rzeźbie, Boese dążył do zawodu architekta. Interesowało go też tworzenie sztuki użytkowej. W początkowym okresie działalności artystycznej tworzył Boese przede wszystkim przedmioty użytkowe, jak np. zegar w Wielkiej Sali zarządu Berlińskiego Towarzystwa Tramwajowego. Celem, który starał się osiągnąć, była praca nad sztuką budowlaną. Od tego celu nie odwiódł go nawet pierwszy wielki sukces, jaki przyniosła mu w roku 1883 praca „Narcissus”, później odznaczona podczas Wystawy Światowej w roku 1888 w Melbourne. Dopiero uznanie, jakie spotkało pomnik poległych na cmentarzu garnizonowym, oraz dalsze sukcesy podczas różnych konkursów, sprawiły, że na początku lat 90. XIX w. Boese zdecydował się pójść w kierunku tworzenia sztuki monumentalnej.
W 1887 r. powstała statuetka „Cesarz Wilhelm I z lupą”. Dzieło to przyniosło artyście nie tylko osobistą znajomość z późniejszym cesarzem Niemiec, ale i zamówienia na wiele nowych prac. Wilhelm II kupił statuę i kazał ją umieścić w swoim prywatnym mieszkaniu. Jej repliki otrzymali w prezencie między innymi Helmuth Karl Bernhard von Moltke oraz Bernhard von Bülow. W roku 1894 wygrał Boese, dzięki osobistemu poparciu cesarza, konkurs na wykonanie pomnika Albrechta Niedźwiedzia, mającego stanąć przy Mühlendamm w Berlinie. I chociaż projekt złożony przez Reinholda Felderhoffa otrzymał większe zainteresowanie i poklask, na końcu zaważyło słowo cesarza. W ten sposób jedno ze szczególnie, także z finansowych powodów, pożądanych przez artystów zleceń przypadło Johannesowi Boese poza konkursem.

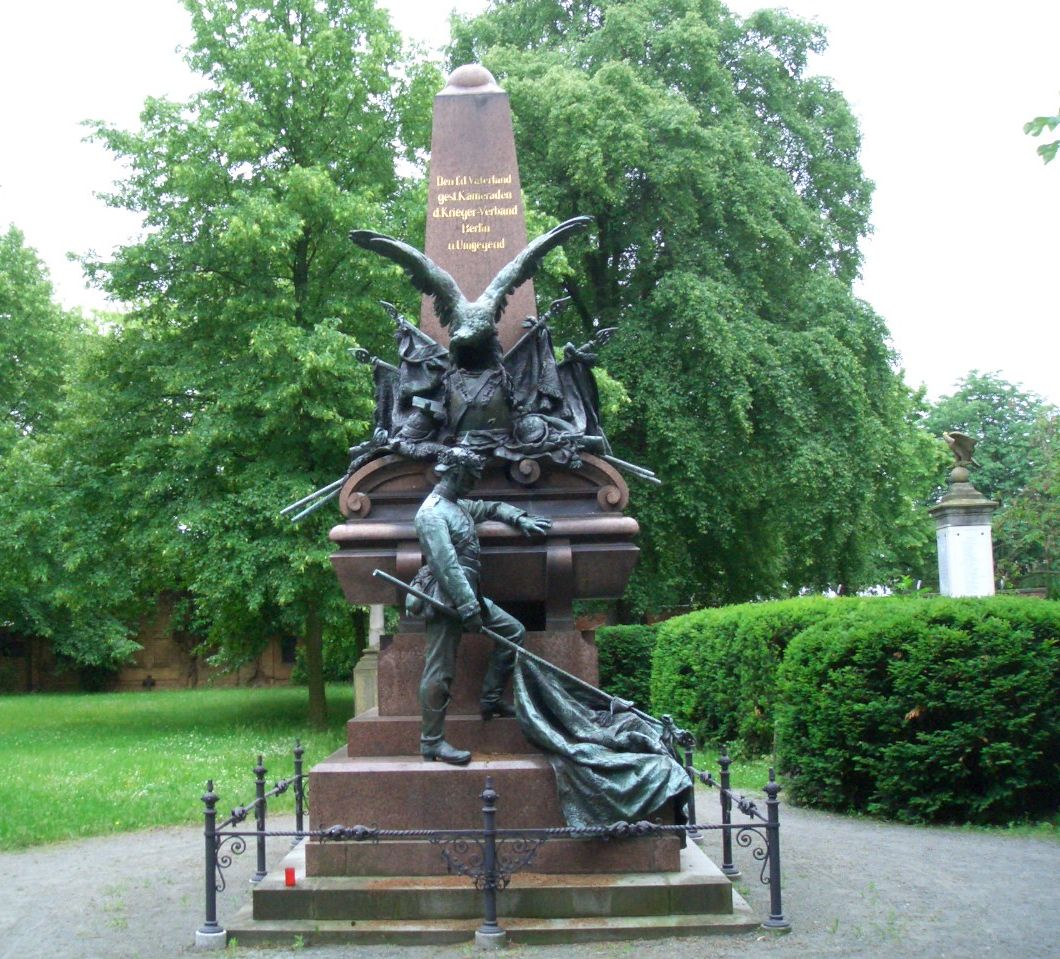
„Chorąży“ na nowym cmentarzu garnizonowym, 1888

W roku 1895 należał Boese do dziesiątki wyróżnionych twórców biorących udział w konkursie Sprea. Magistrat Berlina ogłosił konkurs na marmurową statuę, mającą symbolizować rzekę Sprewę, która miała stanąć u wejścia do sali konferencyjnej. Zwycięzcą tym razem został Jeremias Christensen.
Za w roku 1902 ustawiony w Poznaniu pomnik cesarza Fryderyka III otrzymał Boese tytuł profesora Akademii Berlińskiej. Jednym z jego uczniów był rzeźbiarz Georg Renatus Meyer-Steglitz. Boese był członkiem Związku Historii Berlina oraz Związku Artystów Berlińskich. Na początku lat 90. XIX w. należał on do prezydium Zrzeszenia Rzeźbiarzy Berlińskiego Związku Sztuki. W roku 1899 Zrzeszenie Tworzących Artystów powołało go do tzw. Komisji Wystaw. Poza tym był on członkiem Towarzystwa Literackiego „Sammetbrüder”. Odznaczony został Boese Orderem Czerwonego Orła IV Klasy. Jego grób znajduje się na cmentarzu parafii św. Jerzego w dzielnicy Berlina Friedrichshain.
Współczesny Johannesowi Boese krytyk sztuki Max Rapsilber widział, jak pisze Uta Lehnert, w dziełach Boesego klasyczny spokój i hellenistyczną symetrię nieświadomie uduchowionych germańskim realizmem i współczesnym pełnym nastroju temperamentem. Uta Lehnert postrzega artystę jako przedstawiciela umiarkowanego naturalizmu, który ani nie przekroczył granic sztuki konwencjonalnej, ani nie uosabiał się z modernizmem. Nie stworzył też własnego stylu, a w kręgach artystów był uważany za rzeźbiarza drugorzędnego.

## Dzieła wybrane

### Pomnik poległych na cmentarzu garnizonowym
Za główne dzieło Boesego uchodzi pomnik poległych żołnierzy o nazwie „Chorąży“ z roku 1888, znajdujący się na dzisiejszym cmentarzu Columbiadamm w Berlinie-Neukölln, wcześniejszym Nowym Cmentarzu Garnizonowym przy Parku Tempelhof, na wprost Parku Ludowego Hasenheide. Pomnik ten ku pamięci poległych w wojnach w latach 1866 oraz 1870-71 został wykonany w brązie w odlewni Schaeffer & Walcker.
Przed obeliskiem, tradycyjnym symbolem zwycięstwa, postawił Boese naturalnej wielkości pruskiego żołnierza z opuszczoną flagą w dłoniach, opłakującego poległych kameradów. Pośrodku klamry pasa munduru widnieje korona, nad którą w półłuku znajduje się napis GOTT MIT UNS. Na końcu flagi wygrawerowane zostały sygnatury: Geg. Ad Ges. Schaeffer & Walcker i J. Boese 1888. Nad żołnierzem widać, jak na wielu pomnikach poświęconych wojnom XIX w., czarny pruski orzeł z rozłożonymi do lotu skrzydłami. Na obelisku, powyżej orła, widnieje napis: Den f.d. Vaterland • gest. Kameraden • d. Krieger-Verband • Berlin • u. Umgegend (Poległym dla Ojczyzny kameradom – Związek Bojowników – Berlin i okolice).
Tylną stronę obelisku zdobi płyta z brązu poświęcona spadochroniarzom i słowa ku pamięci poległych w drugiej wojnie światowej.

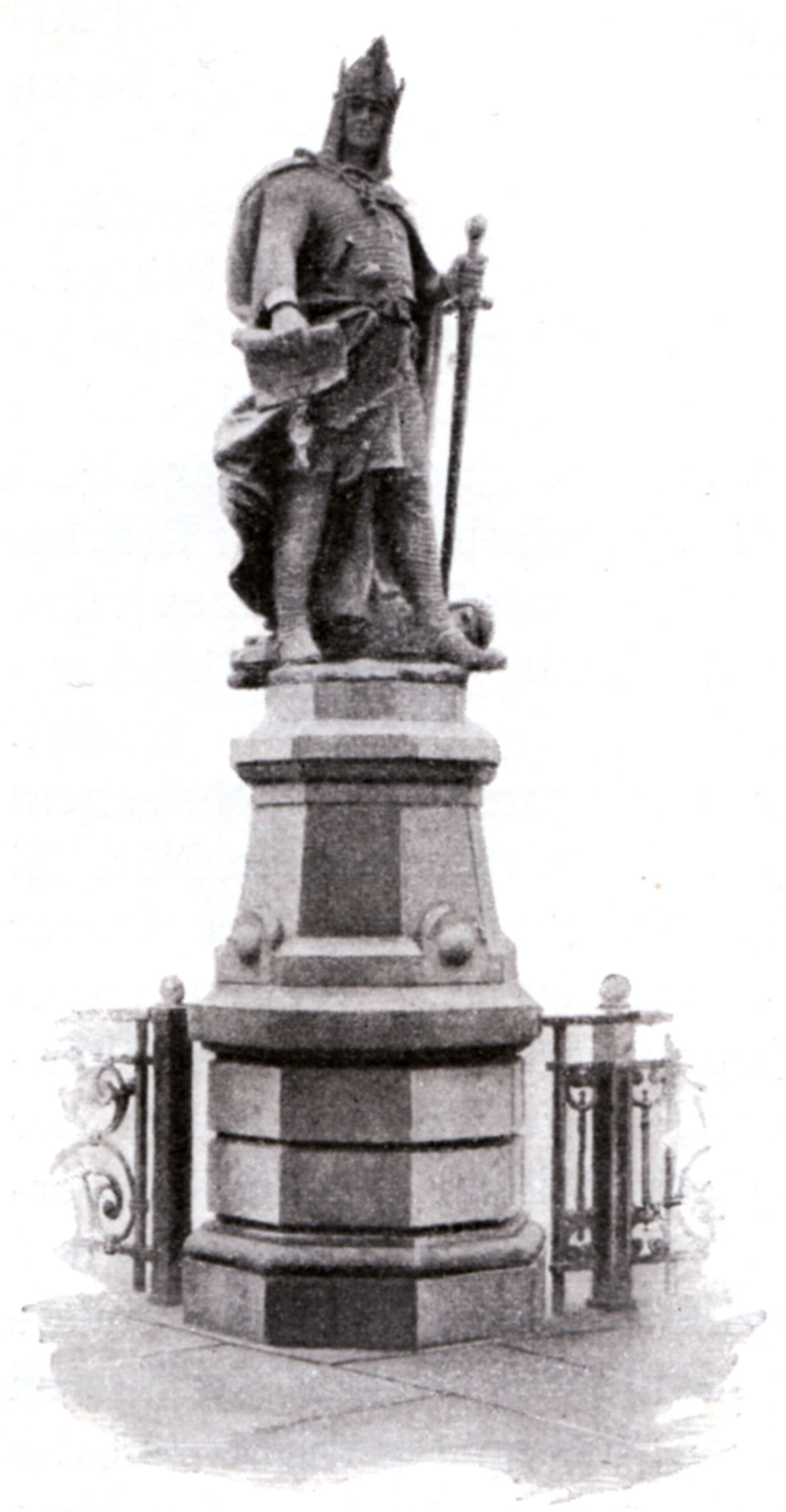
Pomnik Albrechta Niedźwiedzia na Fischerbrücke, 1896

### Pomnik Albrechta Niedźwiedzia na Fischerbrücke
W 1894 r. stworzył Johannes Boese monumentalne dzieło poświęcone Albrechtowi Niedźwiedziowi, założycielowi Marchii Brandenburskiej w roku 1157 i jej pierwszy margrabia. Pomnik stanął wraz z pomnikiem Waldemara Wielkiego autorstwa Maxa Ungera na nowo wybudowanym moście przy Mühlendamm; dzisiaj oba pomniki już nie istnieją. Posąg został odlany w brązie i przedstawiał Albrechta w kolczuga. Praca bardzo spodobała się zleceniodawcy i finansiście – Wilhelmowi II – i to właśnie ona, jak pisał krytyk Max Rapsilber, rozpaliła u cesarza ideę Alei Zwycięstwa.

### Grupa skulptur w Alei Zwycięstwa

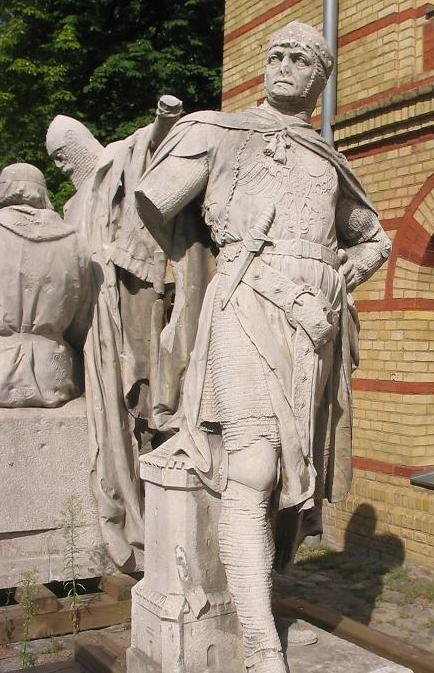
Pomnik Albrechta II w Alei Zwycięstwa w roku 2009

Dla Alei Zwycięstwa stworzył Boese grupę nr 4. Albrechta II flankują tu Eike von Repkow, autor Zwierciadła saskiego i Hermann von Salza, wielki mistrz zakonu krzyżackiego. Odsłonięcie grupy odbyło się 22 marca 1898 r. Jako że nie egzystują żadne autentyczne przekazy wyglądu Albrechta, Boese orientował się na wcześniej, w roku 1894, wykonanym pomniku Albrechta Niedźwiedzia, dziada Albrechta II. Artysta ustawił czwartego margrabiego Brandenburgii w teatralnej pozie, ubranego w kolczugę i z wysuniętą w przód nogą, z mieczem w dłoni, jako obrońcę marchii. Współczesny Boesemu opis przedstawia pomnik następująco:
„Margrabia, w kolczudze i z postawionym kapturem, w pozycji gotowej do walki, z mieczem w dłoni broni zamczyska, prawdopodobnie w 1215 r. wybudowanej granicznej warowni Oderberg. Głowę energicznie patrzącego księcia zdobi wąska obręcz koronna, wokół jego, marchijskim orłem zdobionej kolczugi owija się szeroki dekoracyjny pas. Z ramion spływa malowniczo w tył długi płaszcz, trzymany lewą dłonią.”
– Gustav Albrecht: „Margrabia Albrecht II.“, 1900.
Eike von Repkofa przedstawił Boese podczas pracy nad Zwierciadłem saskim, jednym z najznaczniejszych i wraz z Księgą Praw z Mühlhausen najstarszym kodeksem niemieckiego średniowiecza. Wielkiego mistrza zakonu z kolei stworzył jako starszego, pełnego energii mężczyznę o dystyngowanej postawie, trzymającego lewą rękę na piersi. Dokument trzymany w prawej dłoni, oraz obręcz koronna, naciśnięta na niezwykle wysoko postawiony kaptur świadczą o nadaniu Salzy godności księcia. Architektura zniszczonego podestu wykazywała według Uty Lehnert bardzo oryginalną ornamentykę fryzów podstawy. Turek w okowach miał upamiętniać fakt udziału Salzy w wyprawach krzyżowych. Sowa i papuga symbolizują naukowe zainteresowania, mądrość, jak i bogobojny styl życia. Co do grupy jako całości krytykuje Lehnert, że składa się ona z osób ze sobą nie związanych i jakby przypadkowo obok siebie postawionych. Jej zestawienie wskazuje na niezdolność artysty do stworzenia skoordynowanej, harmonicznej architektury. Uszkodzone posągi znajdują się od maja 2009 r. w Cytadeli Spandau.

## Lista dzieł (niepełna)
- 1883, „Narcissus“ (1888 - odznaczony na Wystawie Światowej w Melbourne.)
- między 1883 -1889, zegar w Wielkiej Sali zarządu Berlińskiego Towarzystwa Tramwajowego
- 1885, Berlin-Mitte, relief „Przyjęcie Hugenotów przez Wielkiego Elektora Rzeszy” na fasadzie Katedry Francuskiej

- 1887, statuetka „Cesarz Wilhelm I z lupą” (kilka replik).
- 1888, Berlin-Neukölln, pomnik poległych na cmentarzu Columbiadamm.
- 1888–1891, Berlin-Moabit, trofea na przyczółkach filarów mostu Moltkego.

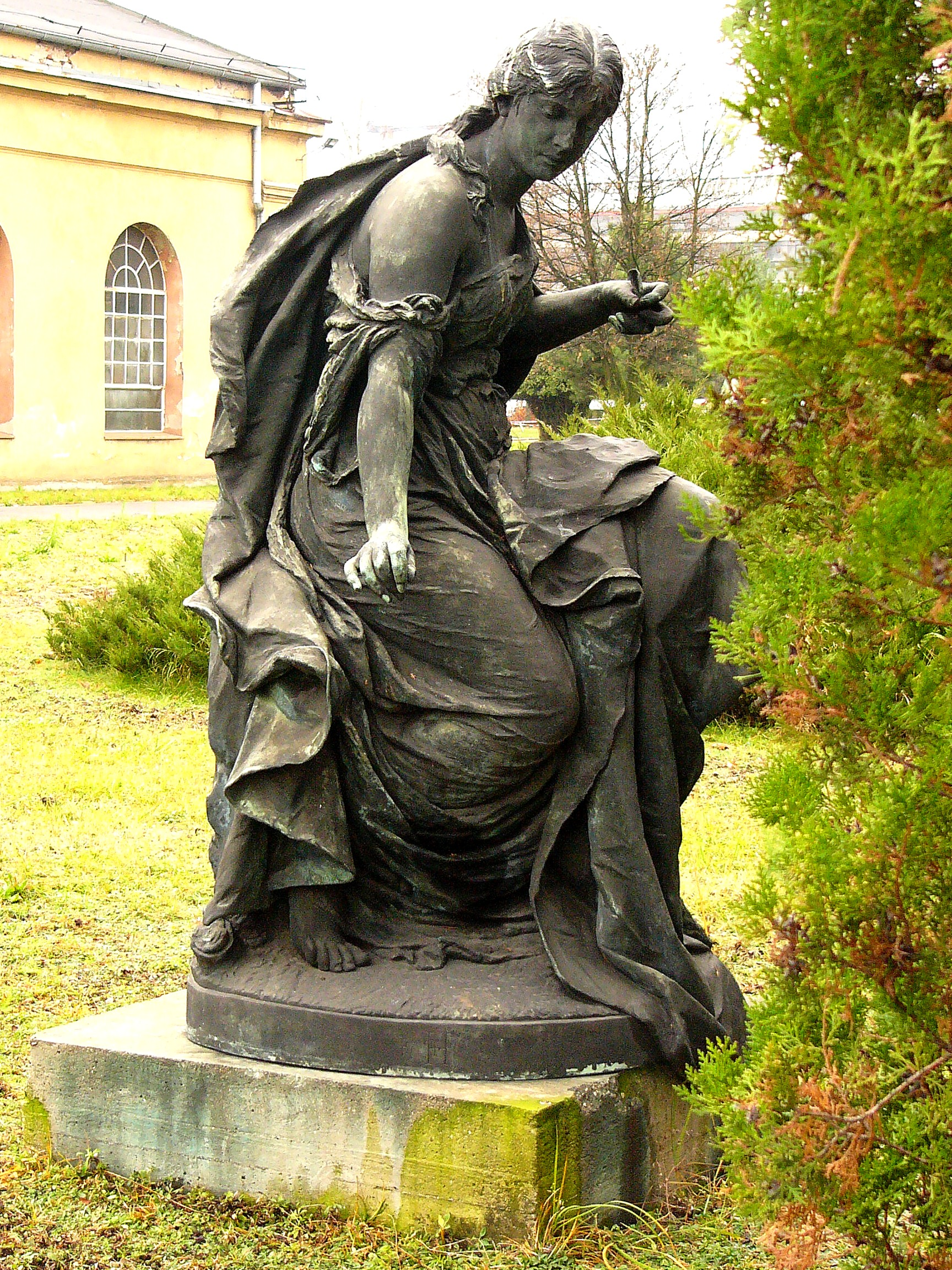
Figura Industrii z rodzinnego nagrobka na Cmentarzu Kozielskim w Gliwicach, dzisiaj na terenie GZUT-u, 1892

- 1893/94, jeden z czterech brązowych niedźwiedzi nowo wybudowanego mostu między dzielnicami Moabit a Hansaviertel (pozostałe autorstwa Karla Begasa, Johannesa Götza i Carla Pipera).
- 1894, Berlin-Mitte, posąg margrabiego Albrechta Niedźwiedzia, (Fischerbrücke).
- 1894/95, Berlin-Mitte, posąg króla Fryderyka I (w wieku objęcia tronu), do 1950 w Białej Sali berlińskiego zamku, dzisiaj w Nowym Pałacu w Poczdamie.
- 1896, rzeźba głowy Wernera von Siemensa na sklepieniu mostu Oberbaumbrücke.
- 1897/98, Legnica, pomnik cesarza Wilhelma I na koniu, Plac Wrocławski. Całkowita wysokość około 11,5 m, wysokość jeźdźca z koniem 4,60 m, koszt 80 000 marek. Zniszczony w 1945 r.
- 1898, Prudnik, pomnik cesarza Wilhelma I.
- 1898, Berlin-Tiergarten, Aleja Zwycięstwa, grupa nr 4, skulptura margrabiego Albrechta II wraz z figurami Eike von Repkowa i Hermanna von Salza.

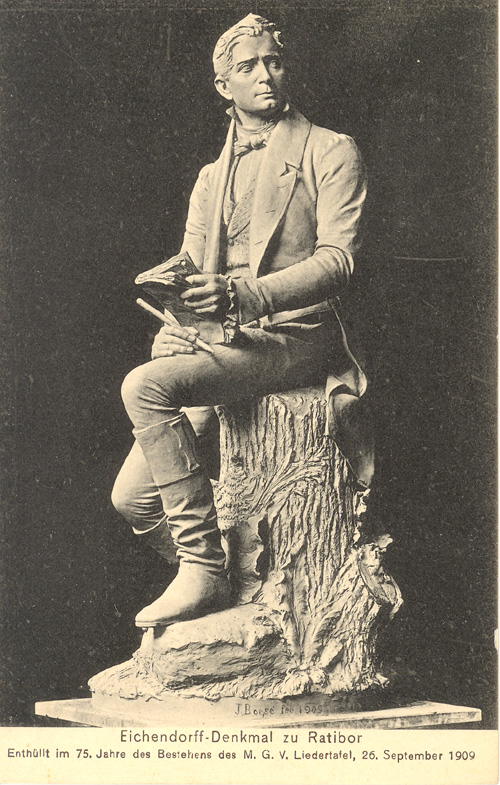
Pomnik Eichendorffa w Raciborzu, 1909

- 1898, (?) Berlin-Mitte, Tondo aktora Ernesta Formesa na Starym Cmentarzu Katedralnym św. Jadwigi; relief zaginął.
- 1900, Wuppertal-Barmen, pomnik cesarza Wilhelma I w Galerii sławy otwartej 24 października 1900 przez Wilhelma II. Statua wykonana z marmuru karraryjskiego. Dzieło ukazuje Wilhelma I stojącego w płaszczu koronacyjnym przed tronem. Prawa ręka dzierży miecz. W lewej cesarz trzyma akt utworzenia Cesarstwa Niemieckiego. Za pracę Boese otrzymał 23 000 marek.
- 1900, Brzeg, pomnik cesarza Wilhelma I.
- 1901, Oleśnica, pomnik cesarza Fryderyka III.
- 1902, (odsłonięcie 4 września 1902 r.) Poznań, pomnik cesarza Fryderyka III, Plac Wilhelma. Statua przedstawia cesarza w mundurze marszałka polnego i zarzuconym na ramiona płaszczem Hohenzollernów. W projekcie dzieła Boese ustawił u stóp pomnika stojącego rolnika, co miało podkreślić wiejski charakter Prowincji Poznań, a osobie cesarza nadać rolę miłościwego, przystępnego władcy. Wilhelm II zapobiegł realizacji tego detalu. Za tę pracę otrzymał Boese rzekomo tytuł profesora.
- 1903, Pszczyna, pomnik z podwójnym reliefem Wilhelma I i Fryderyka III, na czele infanterzysta z flagą.
- 1905, brązowa plakietka z portretem na nagrobku rodzinnym Theodora Lobe na cmentarzu w Radebeul.
- 1909, Racibórz, pomnik Józefa von Eichendorffa. Poeta siedzi na pniu drzewa. Jak zakładkę trzyma palec włożony między stronice leżącej na kolanach książki. Jego wzrok błądzi po horyzoncie. Na początku XXI w. na nowo wzniesiony.
- 1910, Słupsk, pomnik cesarza Wilhelma I na koniu, Plac św. Stefana.
- 1910, Sigmaringen, pomnik księcia Leopolda von Hohenzollern-Sigmaringen na koniu, Leopoldsplatz.
- 1910, Andernach-Nemedy, pomnik księcia Leopolda von Hohenzollern-Sigmaringen na koniu (1/2 wielkości naturalnej), na dworze zamku Nemedy.
- 1917 (1916?), Berlin-Kreuzberg, nagrobek aktorki Anny Schramm na Cmentarzach Kościoła Jerozolimskiego i Nowego Kościoła.
- rozmaite popiersia, między innymi dla: Alberta Wolffa, Jamesa Hobrechta, księcia raciborskiego, Emila Frommela, Oskara Pintscha.
- data nieznana: obelisk Twórcom tego parku w Lennépark we Frankfurcie nad Odrą|parku Lenne we Frankfurcie nad Odrą.